# Peter Rejto (Musiker)
Peter Rejto ist ein US-amerikanischer Cellist und Musikpädagoge.

## Leben
Rejto hatte Cellounterricht bei seinem Vater, dem ungarischen Cellisten Gabor Rejto, der 1939 in die USA emigriert war, außerdem in den Meisterklassen bei Pablo Casals, Gregor Piatigorsky und Pierre Fournier. 1972 war er Gewinner des Preises der Young Concert Artists International Auditions. Er trat in der Folgezeit als Solist international mit Orchestern wie dem St. Louis Symphony Orchestra, dem Dallas Symphony Orchestra, dem Ohio Chamber Orchestra, der Filarmonica de Caracas, dem California Chamber Symphony Orchestra und dem Rio de Janeiro Symphony Orchestra auf. Er besitzt ein Cello von Dominicus Montagnana, das 1721 in Venedig hergestellt wurde.
Er war 1977 Gründungsmitglied des Los Angeles Piano Quartet, dem er bis 2007 angehörte und mit dem er u. a. im Concertgebouw Amsterdam und der Londoner Wigmore Hall auftrat. 1991 spielte er die Welturaufführung von Gerard Schurmanns Cellokonzert The Gardens of Exile mit dem Bournemouth Symphony Orchestra, die live von der BBC übertragen wurde. Eine Aufnahme der Cellokonzerte von Schurmann und Miklós Rózsa mit der Pecs Hungarian Symphony erschien 1996 beim Label Equilibrium. Eine CD mit Cellowerken von Bohuslav Martinů, Leoš Janáček, Samuel Barber und Zoltán Kodály wurde 1992 bei Summit Records aufgenommen. Weitere Aufnahmen erschien bei Vox, Pickwick, IMP, die Marlboro Recording Society und Sony Classical.
Als Kammermusiker trat er u. a. mit dem Tokyo Quartet, dem Bartok Quartet, dem Colorado Quartet, dem American Quartet, dem Orion Quartet, dem St. Petersburg Quartet und dem Miro Quartet auf. Ab 1994 war er Direktor des Tucson Winter Chamber Music Festival. 2004 unternahm er eine Konzertreise durch Korea und China, wo er auch Meisterklassen gab, 2006 trat er beim Townsville Festival in Australien auf.
Rejto unterrichtete an der Michigan State University, der California State University in Northridge und der University of Arizona in Tucson und ist Professor emeritus am Oberlin College. 2003 war er Juror beim Melbourne International Chamber Music Competition. Er gibt Meisterklassen am Sydney Conservatory und der Australian National Academy of Music (ANAM).